# 切斯特·斯托克
切斯特·斯托克（英語：Chester Stock，1892年1月28日—1950年12月7日）是一名美國古生物學家，專門研究拉布雷亞瀝青坑的更新世哺乳動物群。他曾在加州理工學院擔任地質學教授。
斯托克出生於舊金山，父親是約翰·恩格伯特·斯托克（John Englebert Stock），母親是瑪麗亞·亨麗埃特·梅耶（Maria Henriette Meyer），兩人都是德國移民。他在貧困的社區長大，靠賣報紙賺取一些金錢。他在斯塔金小學（Starr King Primary School）和富蘭克林文法學校（Franklin Grammar School）接受教育，週末在體育館學習德語，並在當地的路德教會學習吹低音號。他對科學也很感興趣，曾參加一年一度的機械展和加利福尼亞州科學院的博物館。1906年舊金山大地震，他家的房子被大火燒毀，之後他加入了加州國民衛隊。由於環境所迫，他不得不離開學校，到聯合鐵工廠（Union Iron Works）找工作，當時他的健康狀況每況愈下，還得了瘧疾。他的母親和兄弟促使他重新投入學習，1910年他從使命高中（Mission High School）畢業。之後，他進入加州大學柏克萊分校就讀，原本打算學習醫學，但受到約翰·坎貝爾·梅里厄姆的影響，轉而對古生物學產生了興趣。1914年畢業時，他撰寫了一篇有關蘭喬·拉布雷亞的論文，之後，他在梅里厄姆的指導下繼續學習。他在霍克洞穴（Hawker Cave）中收集了古生物樣本，作為他1918年的博士論文。他很快就進入大學擔任講師，當梅里厄姆於1921年搬到華盛頓特區時，他開始教授古脊椎動物學。羅伯特·密立坎擴建了新成立的加州理工學院，並招募J·P·布瓦達（J. P. Buwalda）和斯托克加入地質學系。斯托克在那裡工作直到去世。斯氏莫雷諾龍（Morenosaurus stocki）、斯氏紅鸛（Phoenicopterus stocki）以及斯托克吸血蝠（Desmodus stocki）都是以他的名字命名的物種。
1921年，切斯特與克拉拉·瑪格麗特·杜德（Clara Margaret Doud）結婚，育有一子一女。在她於1934年去世後，他於1935年與瑪格麗特·加德納·伍德（Margaret Gardner Wood）結婚，育有一子。
斯托克於1941年獲選為美國文理科學院院士，1946年獲選為美國哲學學會會士，1948年獲選為美國國家科學院院士。

## 外部連結
- Rancho La Brea. A Record of Pleistocene Life in California. Los Angeles Museum. (1930)
- Quaternary antelope remains from a second cave deposit in the Organ Mountains, New Mexico. Los Angeles Museum. (1930)
- Merriam, John C. and Stock, Chester (1932) The Felidae of Rancho La Brea. Carnegie Institution of Washington Publication. No.422. Carnegie Institution of Washington, Washington, DC.